# Economia Elveției
Economia Elveției este una dintre cele mai stabile economii ale lumii.  Politica sa plină de succes pe termen lung în domeniul siguranței monedei naționale, dublată de secretul operațiilor financiare efectuate în băncile elvețiene a făcut din Elveția un „rai financiar” al investitorilor și al investiților acestora.  În același timp, a creat o economie care se bazeză masiv pe afluxul extern constant de investiții.  Din cauza micimii țării și a specializării înguste a forței sale de muncă, industria fină și de precizie, respectiv comerțul și finanțele sunt esențiale pentru menținerea stabilității economice a țării. 

## Industrie
Industria este foarte dezvoltată, printre cele mai performante din lume.